# Saraghrar
El Saraghrar (en urdu: سراغرار‎) es el cuarto pico independiente más alto de la cordillera Hindú Kush. El macizo entero del Saraghrar es una enorme meseta estirada irregular en una elevación de alrededor de 7000 m, que yace sobre granito vertical y superficies de hielo, que protegen todo alrededor. Sus distintas cumbres están pobremente identificadas, y la información obtenida por las expediciones que han visitado el área es, a menudo, errónea. Las cumbres principales son: cumbre Noreste, de 7340 m; cumbre Noroeste, de 7300 m; cumbre Suroeste, de 7148 m; cumbre Sur, de 7307 m; y la cumbre Sudeste, de 7208 m. Al 2005, la cumbre Noroeste era la única cumbre del macizo que no había sido escalada.

## Historial de escalada

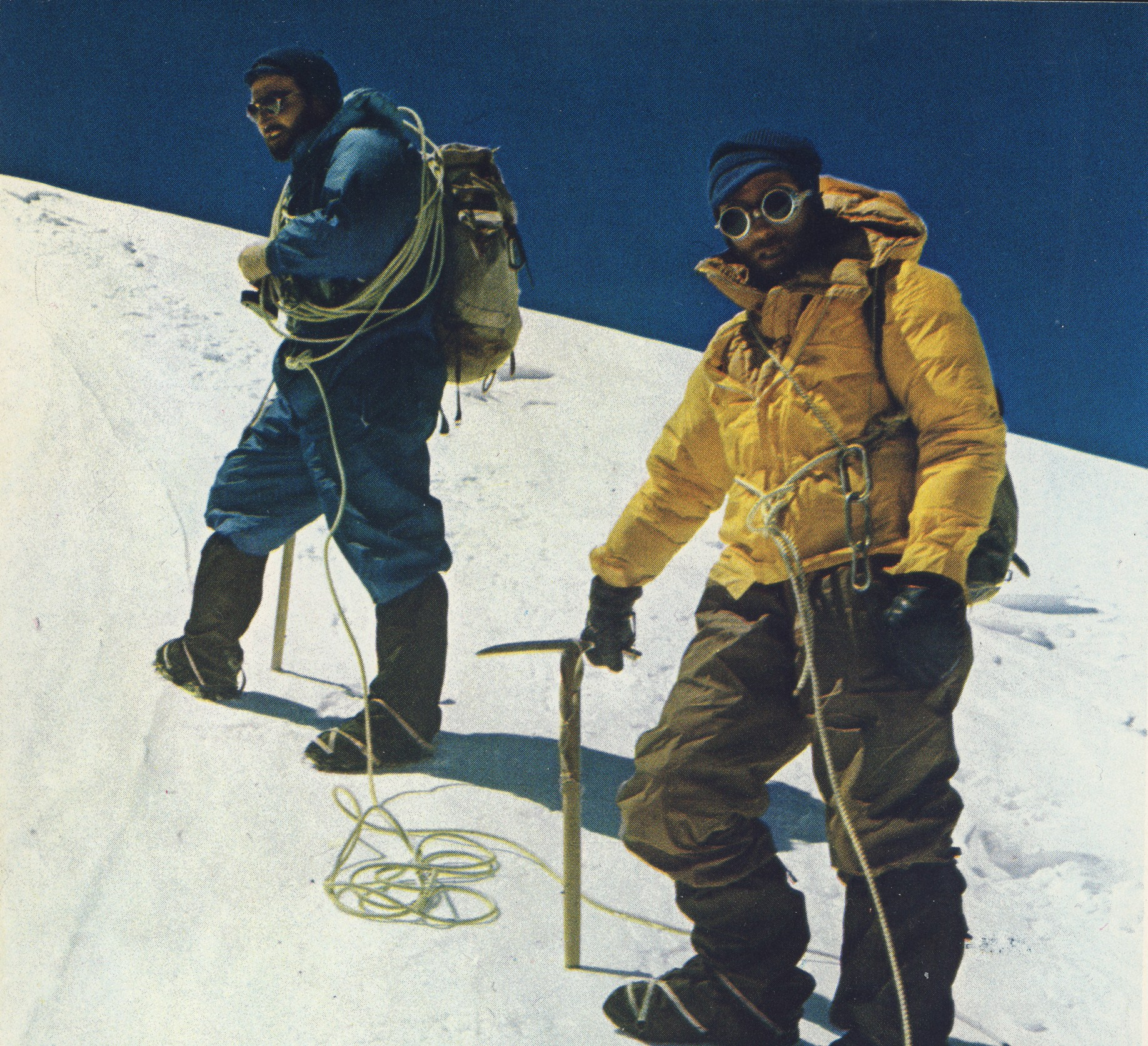
Franco Alletto (izquierda) y Paolo Consiglio (derecha)

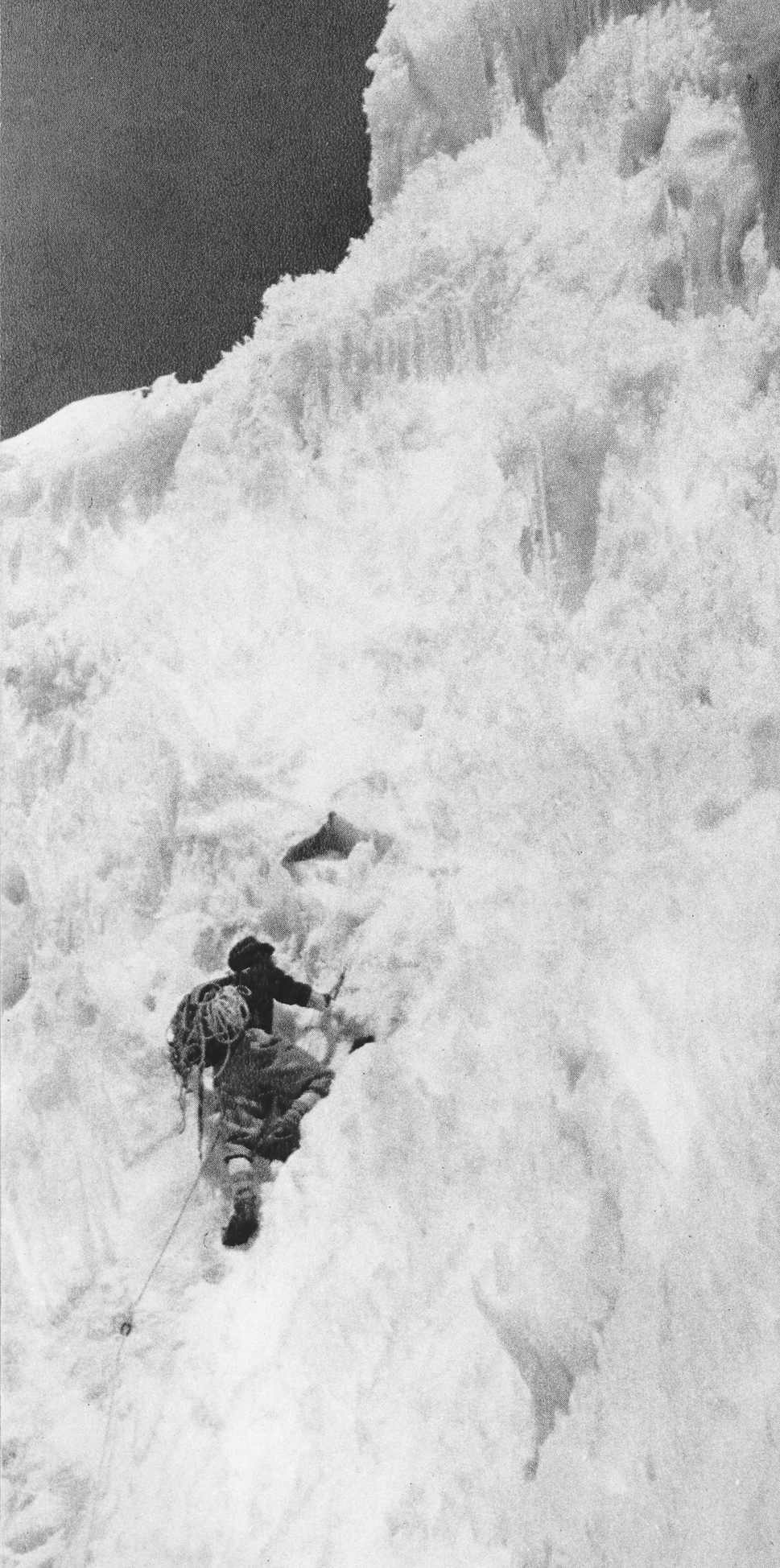
La "torre de hielo"

En 1958, un equipo británico liderado por Ted Norrish, hizo un primer intento a la cumbre Noreste. La expedición fue detenida por la muerte del miembro P. S. Nelson.
Un año después, el 24 de agosto de 1959, el pico Noreste fue escalado por primera vez por el equipo italiano liderado por Fosco Maraini, acompañado por Franco Alletto, Giancarlo Castelli, Carlo Alberto «Betto»  Pinelli (los últimos cuatro alcanzaron la cima), Sivio Jovane, Franco Lamberti (doctor de la expedición) y Enrico Leone, todos miembros del Club Alpino Italiano (sección Roma). Subieron por la vía del glaciar de Niroghi, al noreste del macizo.
El 24 de agosto de 1967, Satoh Yukitoshi y Hara Hirosada, miembros de una expedición japonesa liderada por Kenichiro Yamamoto (del club de montañismo de la Universidad de Hitotsubashi), alcanzaron la cumbre Sur por primera vez, a través del glaciar de Rosh-Gol.
En 1971, Nagano, miembro de la expedición japonesa del Club de Escaladores de Shizuoka, liderado por Akiyama Reiske, alcanzó la cumbre Suroeste por primera vez el 29 de julio de ese año.
Tres expediciones catalanas, en 1975, 1977 y 1982, intentaron llegar a la cumbre Noroeste por la vía del pilar Suroeste, desde el valle Rosh Gol. El 9 de agosto de 1982, Juan López Díaz (líder de la expedición), Enrique Lucas Llop, y Nil Bohigas Martorell alcanzaron la cumbre Noroeste II, de 7200 m.
En julio de 2005, cinco miembros de una expedición suiza liderada por Jean-Michel Zweiacker, alcanzaron la cumbre Sureste, de 7208 metros, por primera vez. Mazal Chevallier, Sébastien Grosjean y Yves-Alain Peter el 24 de julio; Marc Bélanger y Jean-Michel Zweiacker el 29 de julio.
En 2021, los montañeros georgianos Archil Badriashvili, Giorgi Tepnadze, y Bakar Gelashvili completaron la primera ascensión del Saraghrar Noroeste, el 10 de septiembre. La ascensión fue completada en ocho días, en estilo alpino, por la vía de la hasta entonces, no escalada cara Noroeste, desde el valle Rosh Gol. Por esto, ganaron el Piolet de Oro, en 2022.